# ای‌ئی ارابه‌ران
ای‌ای ارابه‌ران یک ستاره است که در صورت فلکی ارابه‌ران قرار دارد.